# モリス (ドラッグストア)
モリス株式会社（英文表記：Moris Co., Ltd.）は、兵庫県高砂市に本社を置き、健康・教育・ショッピングセンター開発を手がける企業である。

## 概要
1934年木材業を創業し、その後卸売業から小売業へ、そしてサービス業へ業態変更。
雑貨2店舗、フィットネスクラブ23店舗を運営し、ショッピングセンター（４拠点）開発も手がける。

## 沿革
- 1934年 - 創業
- 1951年 - 株式会社森本材木店を設立
- 1991年 - モリス株式会社に社名改称
- 2005年 - アイモール高砂ショッピングセンターオープン
- 2007年 - カーブスモリス朝霧・網干・加古川別府・姫路青山OPEN
- 2009年 - カーブスイオン土山譲受
カーブスイオンモール加西北条・イオン三木ＯＰＥＮ
- 2010年 - カーブス西明石OPEN
カーブス東加古川OPEN
カーブス明石大久保OPEN
- 2011年 - カーブスコープ高砂OPEN
カーブス姫路田寺OPEN
カーブスサザンモール譲受
カーブスセリオ西神南OPEN
- 2012年 - カーブスイオン洲本OPEN
モリスリテール（株）（ドラッグストア・ネット通販事業）の全株式を（株）マツモトキヨシホールディングスへ譲渡
- 2013年 - 太陽光発電事業電力供給開始
モリスホーム（株）（ホームセンター・リフォーム事業）の全株式を（株）いない へ譲渡
ＴＯＥベビーパークブランチ神戸学園都市教室OPEN
カーブス神戸ジェームス山OPEN
- 2014年 - カーブスリファーレ横尾OPEN
- 2015年 - 稲盛経営者賞受賞
神戸オフィス開設
さくらインターナショナルスクール千代田校開校
カーブス西神中央OPEN
カーブス神戸舞子OPEN
- 2016年 - 全国企業品質賞「優良賞」受賞
神戸本部増床
カーブスアスピア明石OPEN
- 2017年 モリススマイル株式会社設立
カーブスイトーヨーカドー明石OPEN

## 店舗
兵庫県高砂市、姫路市、加古川市、加西市、三木市、明石市、インターネット
店舗情報を参照。

## 関連会社
- モリススタイル株式会社（雑貨店）